# Kopparvallen, Åtvidaberg

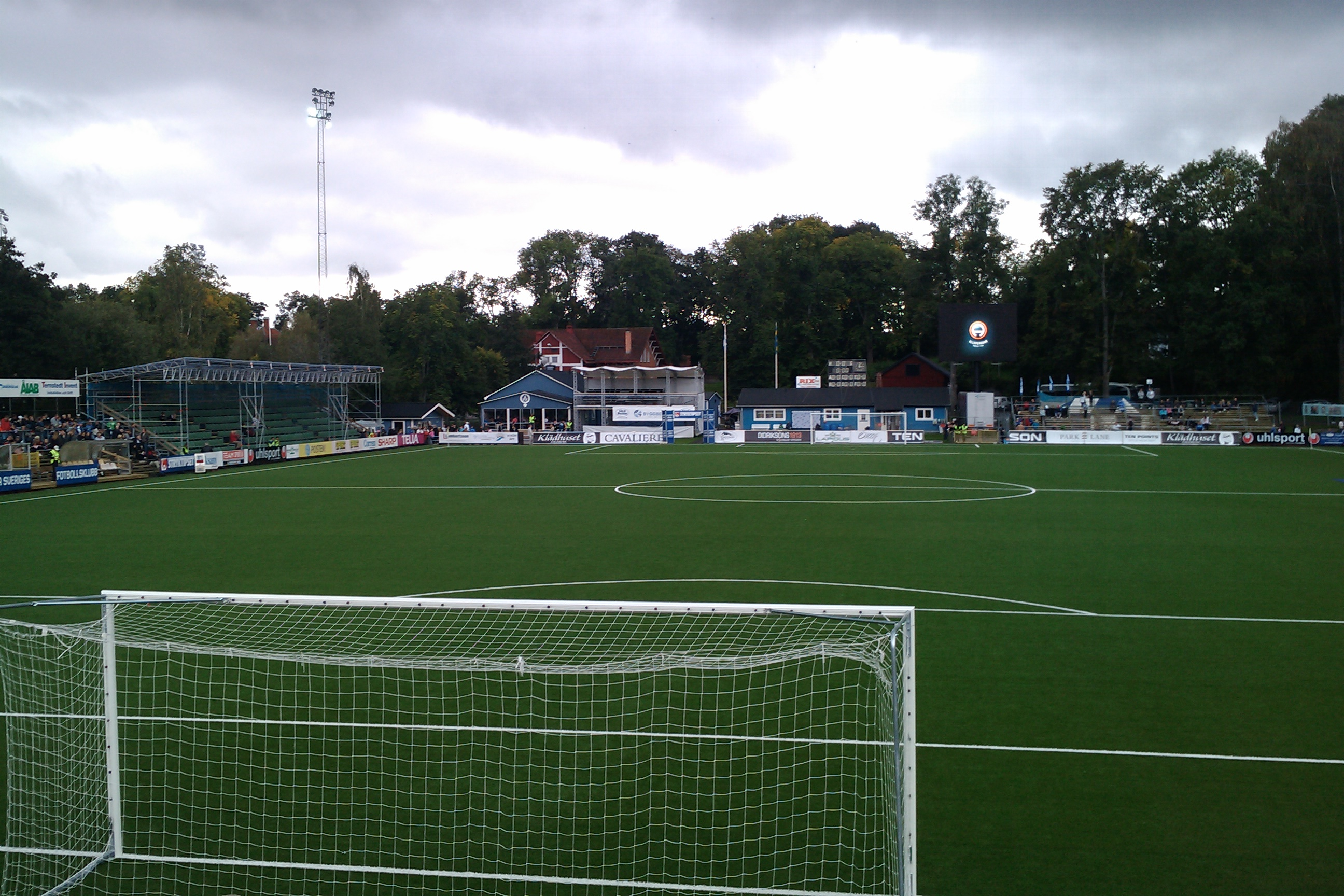
Kopparvallen

Kopparvallen är en fotbollsarena i Åtvidaberg.
Kopparvallen, som, sedan ombyggnaden till säsongen 2014, tar 8 000 åskådare, är hemmaplan för Åtvidabergs FF. Arenan invigdes först 1920 då utan namn vilket den först fick 1936. Arenan byggdes under 1950-talet ut med stöd av bruket i orten, Facit, och fortsatte förbättras i takt med framgångarna som nådde en höjdpunkt på 1970-talet. Kopparvallens huvudläktare byggdes under 1930-talet och har nu därför K-märkts, vilket innebär att den varken får flyttas eller byggas om.Inför den allsvenska säsongen 2012 byggdes en ny huvudläktare på motsatta långsidan. Arenan har därefter fortsatt moderniseras fram till 2014.
På arenan har bland andra Ralf Edström, Roland Sandberg, Conny Torstensson, Jürgen Klinsmann och Pelé spelat.